# GMA Network (tv-kanal)
Denne side handler om TV-kanal som heder GMA. For moderselskab, se GMA Network.
GMA Network eller GMA, er en kommerciell tv-kanal i Filippinerne som ejes af GMA Network Inc. I Filippinerne, heder den også som The Kapuso Network. Kanalen begyndte sine sendinger 29. oktuber 1961 som RBS TV Channel 7. Kanalens hovedkvarter er placeret i GMA Network Center i Quezon City.